# Vojtěch Žíla
Vojtěch Žíla (10. června 1942, Ptákova Lhota – 2. července 2022) byl český botanik, astronom a pedagog.

## Život
Vojtěch Žíla se narodil a vyrůstal v malé pošumavské vísce Ptákova Lhota u Vacova. Jako malý ještě pásl krávy na šumavských lukách. V letech 1956–1960 vystudoval Pedagogickou školu v Českých Budějovicích, následně začal vyučovat matematiku a fyziku ve vesnicích v Pošumaví (Vacov, Zdíkov, Čkyně, Šumavské Hoštice) a ve Vimperku. Studoval ale dále, v roce 1969 dokončil studium oboru učitelství pro 2. stupeň na Matematicko-fyzikální fakultě Univerzity Karlovy (MFF UK). Od roku 1970 tak začal vyučovat na gymnáziu ve Strakonicích. I nadále se věnoval rozšiřování vědomostí, v roce 1975 vystudoval na MFF UK obor astronomie a roku 1980 složil rigorózní zkoušku z astrofyziky.
Od roku 1960 začal spolupracovat s pobočkou České botanické společnosti v Českých Budějovicích a i když pro něj byla původně botanika jen okrajovým zájmem, nakonec se i díky vlivu Václava Chána stala osudnou. Založil si herbář, který se mu začal rychle plnit a s mnoha tisíci položek patří k největším sbírkám svého druhu v Česku.
V letech 1989–2000 zastával post předsedy jihočeské ČBS, obdržel též titul Zasloužilého člena ČBS. Po pádu komunismu organizoval množství botanických exkurzí – zejména do Alp, Skandinávie či Skotska. Sběru květin do herbáře se věnoval i v Severní Americe, jeho tamní oblíbenou lokalitou byla Aljaška.
Odborně se zajímal zejména o rody pampeliška (Taraxacum) a ostružiník (Rubus), ty taktéž tvoří převážnou náplň jeho herbáře. Spolupracoval s evropskými taraxakology (odborníky na pampelišky) a bavorskými batology (odborníky na ostružiníky) v rámci projektu Rubi bavarici („bavorské ostružiníky“). Účastnil se opakovaných setkání botaniků z jižních Čech a Horních Rakous v Linci pod vedením Franze Spety.
RNDr. Žíla byl jedním ze zakládajících členů místní organizace ČSOP ve Strakonicích a aktivně se podílel na údržbě (kosením a hrabáním) chráněných území na Strakonicku, u jejichž zrodu stál v 80. letech 20. století. Budoval arboretum u gymnázia a společně se studenty se zasloužil o vytvoření školní mykologické zahrádky. Rád se vracel do své rodné chalupy v Ptákově Lhotě.

## Dílo
- ŽÍLA, Vojtěch. Atlas šumavských rostlin. 1. vyd. České Budějovice: Karmášek, 2006. 208 s. ISBN 80-239-4608-0.

Kromě toho přispěl i kapitolou o rozšíření ostružiníků do díla Atlas Florae Europaeae.

## Popsané druhy
Žíla sám nebo s dalšími botaniky popsal následné rostlinné druhy:
- ostružiník znožený (Rubus perpedatus) Žíla & H. E.Weber
- ostružiník pasovský (Rubus passaviensis) Žíla
- ostružiník tmavý (Rubus silvae-bohemicae) Holub ex Trávn. & Žíla
- ostružiník Járy Cimrmana (Rubus jarae-cimrmanii) M. Lepší, P. Lepší, Trávn. et Žíla
- ostružiník otavský (Rubus vatavensis) Žíla et Trávn.
- Rubus saladiensis Király, Trávn. & Žíla
- Rubus gayeri Király, Trávn. & Žíla
- Rubus maureri Király, Trávn. & Žíla
- Rubus slavonicus Király, Trávn. & Žíla
- pampeliška vltavská (Taraxacum moldavicum) V. Chán, H. Øllg., Štěpánek, Trávn. & Žíla

Vojtěch Žíla má v Mezinárodním rejstříku jmen rostlin zkratku Žíla.